# Celaenorrhinus nigricans
Celaenorrhinus nigricans is een vlinder uit de familie van de dikkopjes (Hesperiidae). De wetenschappelijke naam van de soort is voor het eerst geldig gepubliceerd in 1885 door De Nicéville.